# Sophie Hunter
Sophie Hunter (* 16. března 1978) je anglická divadelní režisérka. Je zakladatelkou společnosti Lacuna Theatre Company. Rovněž spolupracovala s americkou loutkařskou společností Phantom Limb Company – režírovala hru 69°S: The Shackleton Project (2011). Režírovala několik dalších, často experimentálních, divadelních her. V roce 2005 nahrála hudební album The Isis Project ve spolupráci s hudebníkem Guyem Chambersem. Rovněž hrála v několika televizních seriálech a filmech.